# Nilcemar Nogueira

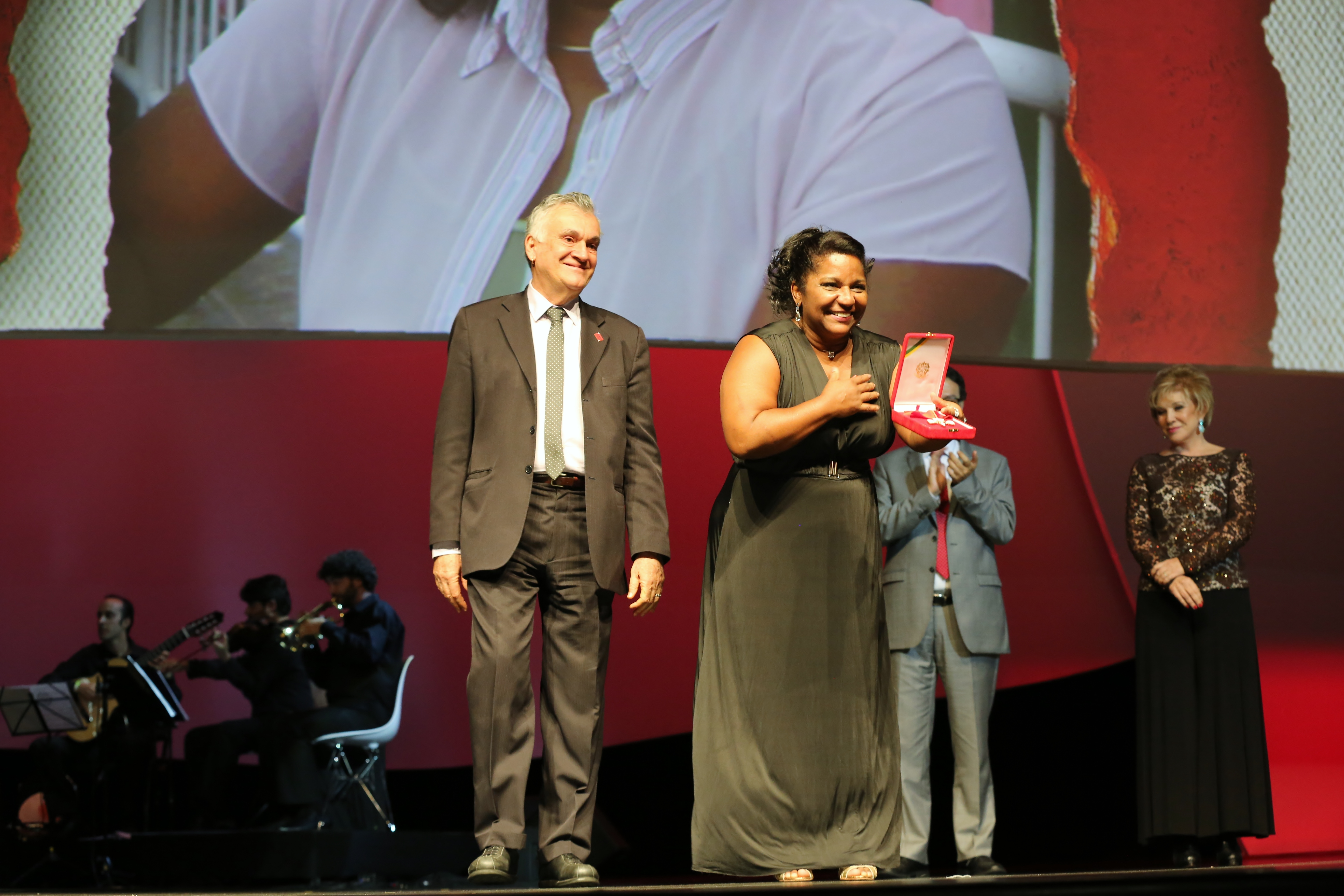
Em 2013, durante cerimônia de entrega das medalhas da Ordem do Mérito Cultural.

Nilcemar Nogueira (Rio de Janeiro, ?) é uma gestora cultural brasileira.
É doutora em Psicologia Social pela Universidade do Estado do Rio de Janeiro, mestra em Bens Culturais e Projetos Sociais pela Fundação Getúlio Vargas. Foi  professora da Universidade Estácio de Sá.
Neta de Dona Zica e do mestre Cartola, sua trajetória profissional está ligada intimamente ao samba e especialmente à Estação Primeira de Mangueira, da qual foi diretora de Carnaval. Depois de trabalhar na Fundação Museu da Imagem e do Som, onde foi presidente,  uniu-se ao irmão Pedro Paulo na fundação e administração do Centro Cultural Cartola. Ali criou o Museu do Samba em 2015, como parte da sua iniciativa para a inscrição do samba carioca na lista do patrimônio cultural imaterial brasileiro do Iphan.
É co-autora do livro D. Zica - Tempero, Amor e Arte, reunindo receitas da sua avó. Organizou a antologia A força feminina do samba e idealizou a revista Samba em Revista.
Recebeu o Prêmio Dia Internacional da Mulher e foi condecorada em 2013 com a Ordem do Mérito Cultural.
Em 20 de dezembro de 2016, foi anunciada como secretária da Cultura da cidade do Rio de Janeiro, na gestão de Marcelo Crivella. 